# Katarina av Burgund
Katarina av Burgund, död 1425, var hertiginna av Österrike 1386 – 1411, som gift med Leopold IV av Österrike.
Hon fick grevskapet Ferrette eller Pfirt i Alsace som morgongåva och försökte som änka styra grevskapet som självständiga härskare, vilket ledde till en konflikt och ockupationen av grevskapet.